# Långbyxor

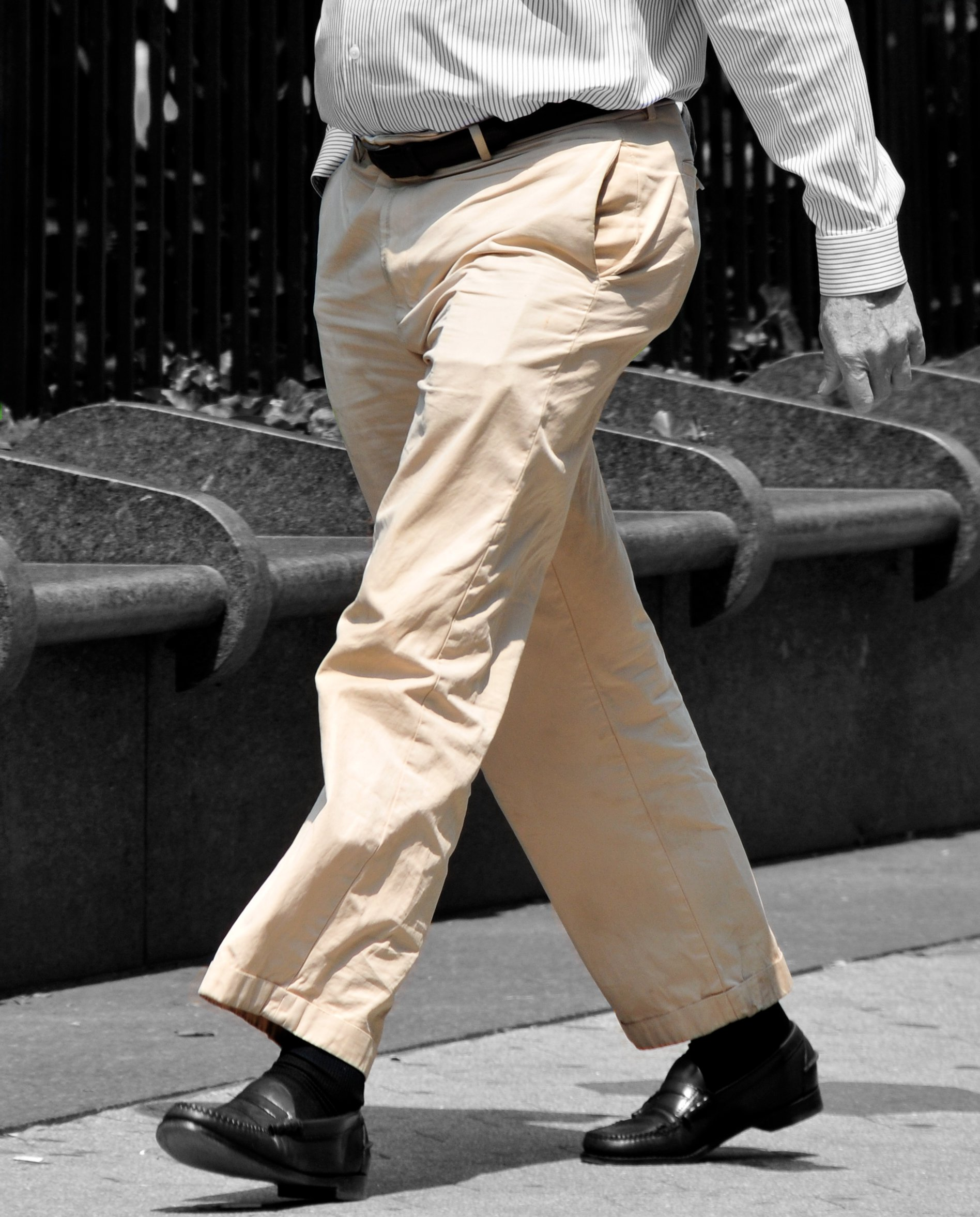
En man bärandes långbyxor

Långbyxor är byxor som till skillnad från kortbyxor och knäbyxor täcker hela benen. De bärs oftast till uddakavaj eller som kostymbyxor och har oftast pressveck samt beroende på mode oftast slag nedtill. Gylfknäppning började användas i mitten av 1800-talet, pressvecken kom i slutet av 1800-talet och byxuppslag kom i början av 1900-talet. 
Andra byxor med långa ben, till exempel jeans, brukar inte kallas långbyxor, trots att de tekniskt sett är långbyxor.